# Thomas-Gletscher (Palmerland)
Der Thomas-Gletscher ist ein rund 23 km langer und bis zu 3 km breiter Gletscher an der Black-Küste des Palmerlands auf der Antarktischen Halbinsel. Er fließt von der Wegener Range in nördlicher Richtung zwischen dem Fogg Highland und dem Heezen-Gletscher zum Violante Inlet.
Das UK Antarctic Place-Names Committee benannte ihn 2020 nach David N. Thomas (* 1962), Leiter der School of Ocean Sciences an der Bangor University und Professor für die Erforschung arktischer Ökosysteme an der Universität Helsinki.